# Massacre de 1944 em Honduras
O massacre de 1944 em Honduras foi um episódio de repressão política e assassinatos em massa ocorridos no dia 6 de julho de 1944, perpetrados pela ditadura do Cariato (1933-1949) contra manifestantes pró-democracia da cidade de San Pedro Sula.

## Eventos
No ano de 1944, foram derrubados os ditadores centro-americanos Maximiliano Hernández e Jorge Ubico. Muitos hondurenhos interpretaram esses eventos como uma oportunidade para  a derrubada da ditadura de Tiburcio Carías Andino, que então governava com mão de ferro há 11 anos.
O mês de maio foi o ponto de partida da agitação política em Honduras, começando com protestos estudantis contra o regime de Carías; ainda em maio houve manifestações protagonizadas por mulheres na capital; no final do mês as mulheres exigiram a liberdade de presos políticos.
Em 4 de julho, dia que se celebrava a independência dos Estados Unidos, os opositores do Cariato convidaram estadunidenses das companhias bananeiras e realizaram protestos em Tegucigalpa pedindo a renúncia de Carías. Atacada com gás lacrimogêneo pela polícia nacional, essa manifestação foi reprimida, apesar de não ter tido registros de mortes.
Em 5 de julho alguns grupos de plantadores de banana começaram uma greve contra o governo. Vários grevistas foram presos e outros fugiram, os simpatizantes do regime por meio de panfletos alegaram que a greve fracassou pois o "povo apoia unanimemente Carías". Na noite deste dia, em San Pedro Sula, profissionais se reuniram com o ministro da guerra Juan Manuel Gálvez, com a proposta que teriam manifestações no dia seguinte com a condição de que os manifestantes não levariam armas. Gálvez aceitou e ofereceu plenas garantias a eles, e os pediu que terminassem com a greve atual.
Na tarde do dia 6 de julho, protestos similares ocorreram em San Pedro Sula; entre os manifestantes estavam trabalhadores, comerciantes, mulheres, idosos e crianças. Em resposta às manifestações, as forças do regime reprimiram com atos de brutalidade cidadãos sanpedranos desarmados. Mais de 70 mortos foram registrados e um número ainda desconhecido de centenas de feridos pela repressão militar.
Após o massacre, um violento toque de recolher foi imposto.